# Mario Hamuy Berr
Mario Hamuy Berr (Santiago, 10 de marzo de 1926-6 de marzo de 2011) fue un economista y político demócratacristiano chileno. Se desempeñó como diputado de la República por Santiago durante tres periodos consecutivos desde 1957 hasta 1969. Previamente ejerció como regidor de la alcaldía de Santiago, siendo uno de los más jóvenes en ejercer dicho cargo.
Luego fue diputado en representación del distrito 19, por dos periodos consecutivos entre 1990 y 1998, tras lo cual fue nombrado Embajador de Chile en Beirut, Líbano, por mandato del presidente Eduardo Frei Ruiz Tagle.

## Familia
Nació en Santiago, el 10 de marzo de 1926. Su familia llegó de Siria, Homs. era hijo de Pedro Hamuy y Agabia Berr.  Era hermano de Mary Hamuy Berr, quien fuera primera psiquiatra de Chile, y del destacado sociólogo Eduardo Hamuy Berr.
Estuvo casado con María Eugenia Wackenhut, bibliotecaria, con quien tuvo a Paula Hamuy, abogada, Mario Hamuy, astrónomo, y Mónica Hamuy, profesora y empresaria. En un segundo matrimonio se casó con la señora María Angélica Muñoz Castro.

## Inicio de su carrera
Sus estudios secundarios los realizó en el Liceo Valentín Letelier y los superiores, en la Escuela de Economía y Comercio de la Universidad de Chile. 
En 1947 ingresó a la empresa metalúrgica Berr y Nally Ltda., y en 1950 fue gerente organizador y socio de «Mainco», distribuidores de materiales para la construcción. 
Electo presidente del Centro de Alumnos de su Liceo, así dio inicio a sus actividades políticas.
En 1950 se incorporó al Partido Agrario Laborista, PAL, donde asumió como presidente de la juventud, en seis comunas y como provincial (1951). Además se desempeñó como secretario nacional, y jefe de prensa y propaganda, en las elecciones presidenciales de 1952. 
Fue uno de los más jóvenes regidores que han pasado por la Municipalidad de Santiago (1953-1956); fue presidente de la Comisión de Hacienda de la Municipalidad. En 1954 viajó a São Paulo, Río de Janeiro y Porto Alegre, con objetivos edilicios.

## Gestión parlamentaria
Siendo militante del Partido Agrario Laborista, fue elegido Diputado por la agrupación departamental de Santiago, Primer Distrito, para el período 1957-1961. En esta etapa integró la Comisión de Economía y Comercio, la de Trabajo y Legislación Social, la de Hacienda y la de Gobierno Interior. 
En 1961 fue elegido Diputado por el mismo distrito, para el período 1961-1965; pero esta vez lo hizo como militante del Partido Demócrata Cristiano, del cual llegó a ser importante dirigente provincial en Santiago y la Región Metropolitana. Integró la Comisión de Hacienda, Gobierno Interior y la de Defensa Nacional.
Paralelamente, en 1964 trabajó como jefe de campaña en Santiago, durante la candidatura presidencial de Eduardo Frei Montalva.
Reelegido Diputado en 1965 por Santiago, para el período 1965-1969. Integró la Comisión de Economía y Comercio y la de Acusaciones Constitucionales. 

### Comisiones Especiales 1957-1969
El Diputado Hamuy fue miembro de las siguientes Comisiones Especiales:
- Comisión Especial de Problemas de vagancia Infantil.
- Comisión Especial Investigadora de la Adquisición de Buses Fiat.
- Comisión Especial sobre la Central Única de Trabajadores, CUT.
- Comisión Especial de la Vivienda.
- Comisión Especial de Deportes y Educación Física.
- Comisión Investigadora de la Administración de la Caja Nacional.
- Comisión Investigadora de los Decretos del Ministerio de Economía sobre Internación de Vehículos Armados en Arica.

### Mociones parlamentarias
- Fue el impulsor de la ley que iguala la asignación familiar de obreros y empleados.

## Dictadura
En 1986 participó en la rearticulación del camino a la democracia. Formó parte de la directiva provisoria de la Democracia Cristiana que sirvió de plataforma para crear la Concertación de Partidos por la Democracia que luchó por la opción «No» en el plebiscito de 1988.

## Retorno a la democracia
En 1989 fue elegido diputado por el distrito 19, correspondiente a las comunas de Recoleta e Independencia, en la Región Metropolitana, para el período 1990-1994. Integró la Comisión Permanente de Gobierno Interior, Regionalización, Planificación y Desarrollo Social, de la que fue presidente. 
Fue el primer vicepresidente de la Cámara de Diputados entre el 15 de septiembre de 1992 al 22 de junio de 1993. Participó de la Comisión Especial de Desarrollo Económico, Social y Turístico de la V Región. 
En diciembre de 1993 fue reelecto diputado, por el mismo distrito anterior, para el período 1994-1998. Integró la Comisión Permanente de Defensa Nacional, la que presidió; y solo miembro en la de Obras Públicas, Transportes y Telecomunicaciones. 
En 1998 fue nombrado Embajador de Chile en Beirut, Líbano, por mandato de Eduardo Frei Ruiz Tagle.
En sus últimos años de vida se alejó de la política, fue socio del Estadio Palestino, del Estadio Sirio y del Club Deportivo de la Universidad de Chile. Presidente honorario de la Asociación de Fútbol de Recoleta.

## Historial electoral

### Elecciones parlamentarias de 1989
- Elecciones parlamentarias de 1989 a Diputado por el Distrito 19 (Independencia y Recoleta), Región Metropolitana[2]

### Elecciones parlamentarias de 1993
- Elecciones parlamentarias de 1993 a Diputado por el Distrito 19 (Independencia y Recoleta), Región Metropolitana[3]

### Elecciones parlamentarias de 2001
- Elecciones parlamentarias de 2001 a Diputado por el distrito 19 (Independencia y Recoleta), Región Metropolitana[4]